# 7864 Borucki
7864 Borucki è un asteroide della fascia principale. Scoperto nel 1982, presenta un'orbita caratterizzata da un semiasse maggiore pari a 2,7014205 au e da un'eccentricità di 0,0443663, inclinata di 9,36509° rispetto all'eclittica.